# Functional Programming
 (juin 2023).
Si vous disposez d'ouvrages ou d'articles de référence ou si vous connaissez des sites web de qualité traitant du thème abordé ici, merci de compléter l'article en donnant les références utiles à sa vérifiabilité et en les liant à la section « Notes et références ».
Le Functional Programming, abrégé FP, est un langage créé par John Backus en 1977 dans son article Can programming be liberated from the von Neumann style ? : a functional style and its algebra of programs , en français : « La programmation peut-elle se libérer du style de von Neumann ? : un style fonctionnel et son algèbre des programmes ».
La fonction factorielle s'y écrit :
Def fact = eq0 -> ~1 ;  * o [ id, fact o sub1 ]
avec :
Def eq0 = eq o [ id, ~0 ]
Def sub1 =  - o [ id, ~1 ]

## Vue d'ensemble
Il existe plusieurs types de valeurs atomiques : booléens, entiers (positifs), caractères, symboles...
Étant donné des valeurs x1, …, xn, la suite <x1, …, xn> est elle-même une valeur pour le langage.
⊥ (« antitruc ») est la valeur « indéfini » ; elle est absorbante par formation de suite : si une suite comporte la valeur ⊥, alors elle est évaluée à ⊥.
Une fonction f transforme une valeur x en une autre, dénotée f:x.
Toute fonction est stricte (en), c'est-à-dire que si x s'évalue à ⊥, alors f:x = ⊥.

## Fonctionnelles
Une fonctionnelle est une fonction opérant sur d'autres fonctions.
Exemples :
- unit ;
- composition ;
- construction ;
- condition ;
- apply-to-all ;
- insert-right ;
- insert-left.